# Edward Regis
Edward Regis (souvent aussi dénommé Ed Regis, né Edward Regis Jr en 1944) est un philosophe, professeur et écrivain scientifique américain.
Il écrit sur la science, la philosophie et l'intelligence.

## Éléments de biographie
Edward Regis Jr est né en 1944.
Il a obtenu un Ph.D. en philosophie de l'université de New York. Il a enseigné plusieurs années à l'université Howard.
Ses sujets de prédilection sont les nanotechnologies, le transhumanisme et la guerre biologique.
Ses articles ont été publiés dans des revues scientifiques et divers journaux dont Scientific American, Harper's Magazine, Wired, Discover, The New York Times, Journal of Philosophy, Ethics et American Philosophical Quarterly.
En 2013, Regis et sa femme vivent dans des montagnes à proximité de Camp David dans le Maryland, aux États-Unis.

## Publications
- (en) Edward Regis (dir.), Gewirth's Ethical Rationalism: Critical Essays, with a Reply by Alan Gewirth, University of Chicago Press, 1984 (ISBN 0-226-70691-5, présentation en ligne)
- (en) Edward Regis (dir.), Extraterrestrials: Science and Alien Intelligence, Cambridge University Press, 1987 (ISBN 978-0521348522)
- (en) Edward Regis, Who Got Einstein's Office?: Eccentricity and Genius at the Institute for Advanced Study, Addison-Wesley, 1987 (ISBN 0-201-12065-8)
- (en) Edward Regis, Great Mambo Chicken And The Transhuman Condition: Science Slightly Over The Edge, Perseus Books, 1990 (ISBN 0-201-09258-1)
- (en) Edward Regis, Virus Ground Zero: Stalking the Killer Viruses with the Centers for Disease Control, Pocket Books, 1996 (ISBN 978-0671553616)
- (en) Edward Regis, Nano!: The True Story of Nanotechnology - the Astonishing New Science That Will Transform the World, Londres, Bantam Books, 1997
- (en) Edward Regis, The Biology of Doom: America's Secret Germ Warfare Project, Henry Holt & Co., 1999 (ISBN 0-8050-5765-X)
- (en) Edward Regis et George M. Church, Regenesis: How Synthetic Biology Will Reinvent Nature and Ourselves, Basic Books, 2003 (ISBN 978-0-465-02175-8)
- (en) Edward Regis, The Info Mesa : Science, Business, and New Age Alchemy on the Santa Fe Plateau, New York, W. W. Norton, 2003 (ISBN 9780393341577)
- (en) Edward Regis, What is Life? Investigating the Nature of Life in the Age of Synthetic Biology, Farrar, Straus and Giroux, 2008 (ISBN 978-0-374-28851-8)